# نشرة إخبارية قصيرة
نشرة إخبارية قصيرة أو نيوزيرل هي شكل من أشكال الأفلام الوثائقية القصيرة، تحتوي على قصص إخبارية وعناصر ذات أهمية موضوعية، والتي كانت سائدة بين 1910 وأواخر الستينيات. عادة ما تُقدَم في السينما، وكانت مصدرًا للمعرفة بالشؤون الجارية والمعلومات والترفيه لملايين رواد السينما. عُرض النيوزيرل عادةً قبل فيلم روائي طويل، ولكن كانت هناك أيضًا مسارح متخصصة في Newsreel في العديد من المدن الكبرى في ثلاثينيات وأربعينيات القرن العشرين،  وتضمنت بعض دور السينما الكبيرة في المدينة أيضًا مسرحًا أصغر حجمًا حيث عُرضت النشرات الإخبارية باستمرار طوال اليوم.
وبحلول نهاية الستينيات، حلت نشرات الأخبار التلفزيونية محل نيوزيرل. تعتبر نيوزيرل وثائق تاريخية مهمة، لأنها غالبًا ما تكون السجل السمعي البصري الوحيد لأحداث ثقافية معينة.

## التاريخ

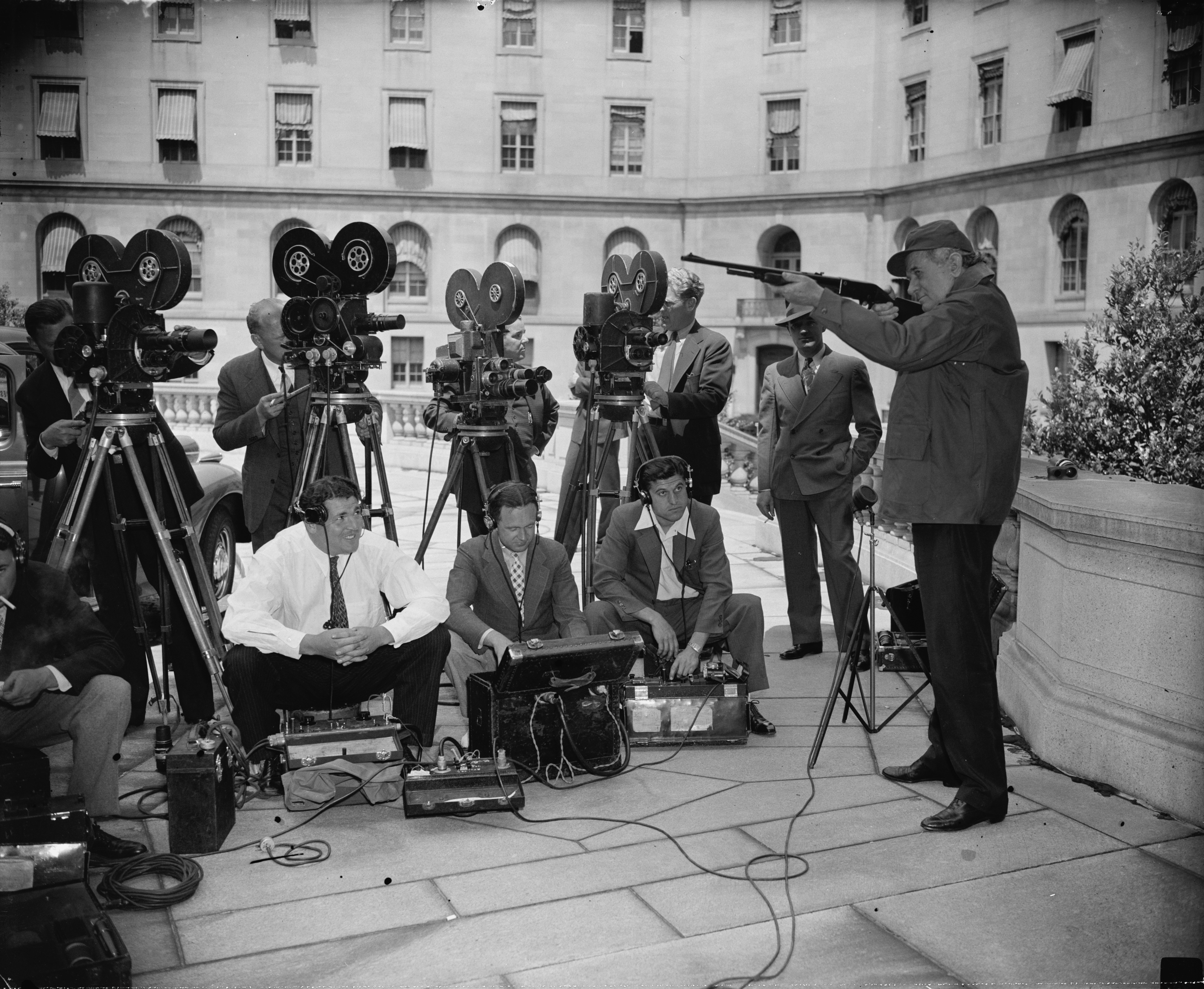
مصور أخبار، واشنطن العاصمة، 1938

تم إنشاؤه في عام 1911 من قبل تشارلز باثي، كان هذا الشكل من الأفلام عنصرًا أساسيًا في دول أمريكا الشمالية والبريطانية والكومنولث النموذجية (خاصة كندا وأستراليا ونيوزيلندا)، وخلال جدول برمجة السينما الأوروبية من العصر الصامت حتى الستينيات عندما بث الأخبار التلفزيونية محلها تماما دورها. والفيلم الوطني والأرشيف الصوت في أستراليا يحمل Cinesound Movietone الأسترالي شريط إخباري مجموعة، مجموعة شاملة من 4000 أفلام نشرة إخبارية وبرامج وثائقية تمثل القصص الإخبارية التي تغطي كل الأحداث الكبرى.
أول سينما إخبارية بريطانية رسمية عرضت فقط نشرات الأخبار كانت الديلي بيوسكوب التي افتتحت في لندن في 23 مايو 1909. في عام 1929، اشترى ويليام فوكس مسرح برودواي السابق يسمى السفارة (الآن مركز زوار يديره تحالف تايمز سكوير). قام بتغيير الشكل من عرض دولارين مرتين في اليوم إلى برنامج مستمر بقيمة 25 سنتًا وإنشاء أول مسرح للأخبار في الولايات المتحدة؛ كانت الفكرة ناجحة للغاية حيث أعلن فوكس ومؤيدوه أنهم سيبدأون سلسلة من مسارح الأخبار في جميع أنحاء البلاد. غالبًا ما كانت الصحف الإخبارية مصحوبة برسوم متحركة أو فيلم قصير.